# Mesoderma paraxial

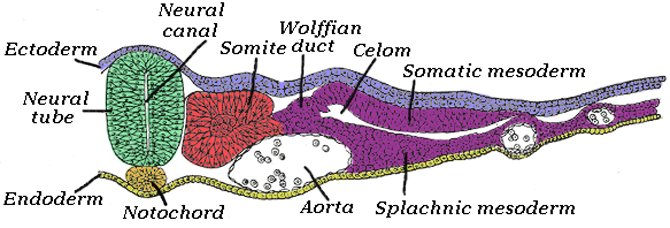
Secció transversal d'un embrió de pollastre després de 45 hores de la seva incubació
- Cordamesoderma: groc al notocordi.
- Mesoderma paraxial: vermell a la somita.
- Mesoderma intermedi: porpra, prop del conducte Wolffià.
- Mesoderma placa lateral: porpra, prop del "mesoderma somàtic" i "mesoderma esplànquic"

El mesoderma paraxial és una de les tres parts de la capa germinativa mitjana en l'embrió. És la zona del mesoderma que es forma just lateralment als dos costats del tub neural. Es troba eixamplat, gruixut, respecte a l'altre mesoderma, i junt a ell està el mesoderma intermedi, que és seguit pel lateral.
Fins al començament de la tercera setmana el mesoderma paraxial està organitzat en segments. Aquests segments, o somitòmers, apareixen en ordre cefàlic a caudal.
En la regió cefàlica els somitòmers s'associen amb la placa neural formant els neuròmers, donant origen a la major part del mesènquima cefàlic. A partir de la regió occipital, els somitòmers s'organitzen en somites.
El mesoderma paraxial finalment es diferencia a esquelet axial, múscul esquelètic i part de la dermis.